# Versend
Versend é um município da Hungria, situado no condado de Baranya. Tem 14,13 km² de área e sua população em 2019 foi estimada em 919 habitantes.